# Triển lãm Ba cuộc Cách mạng

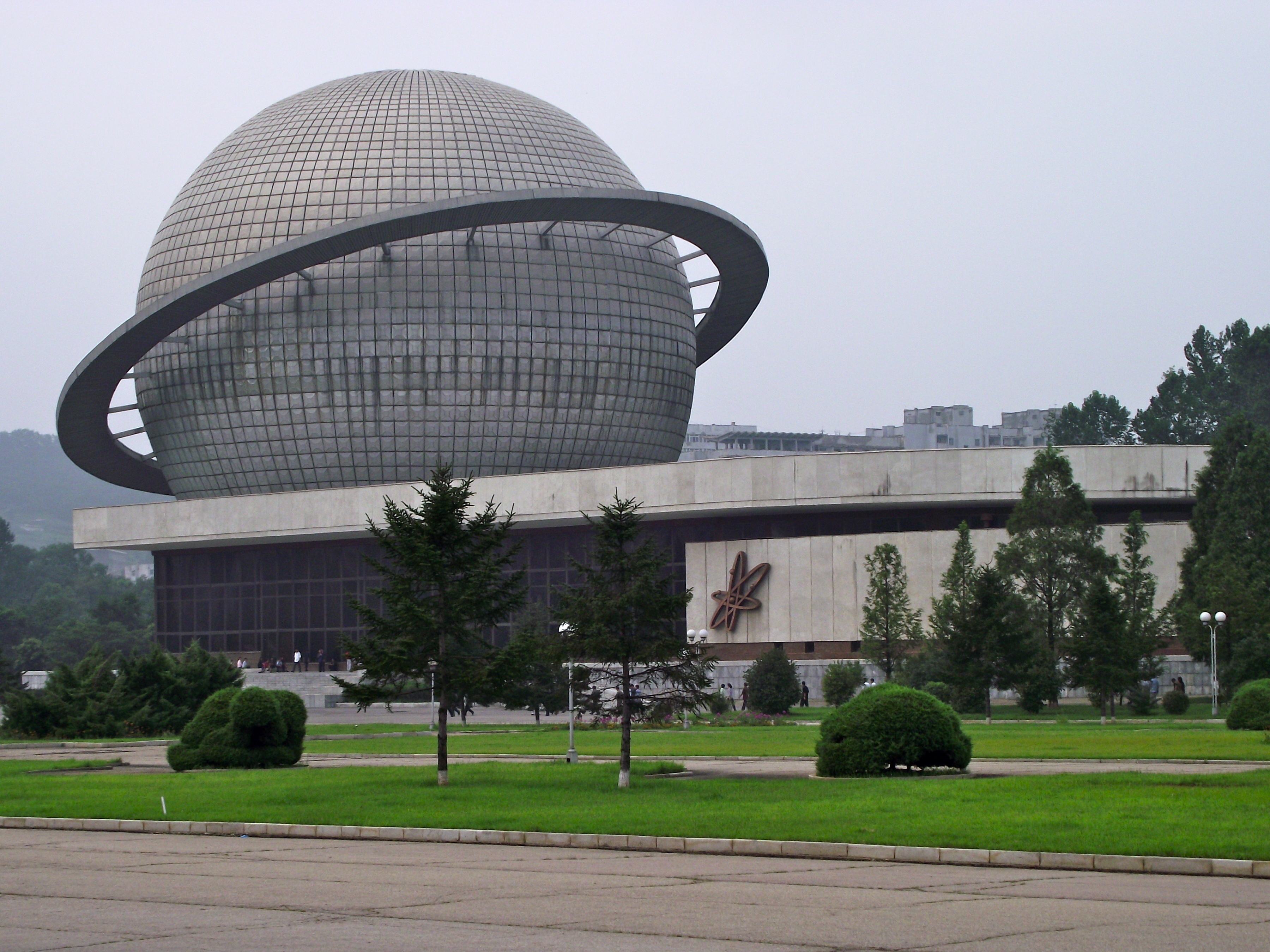
Cung thiên văn, có hình dạng giống sao Thổ

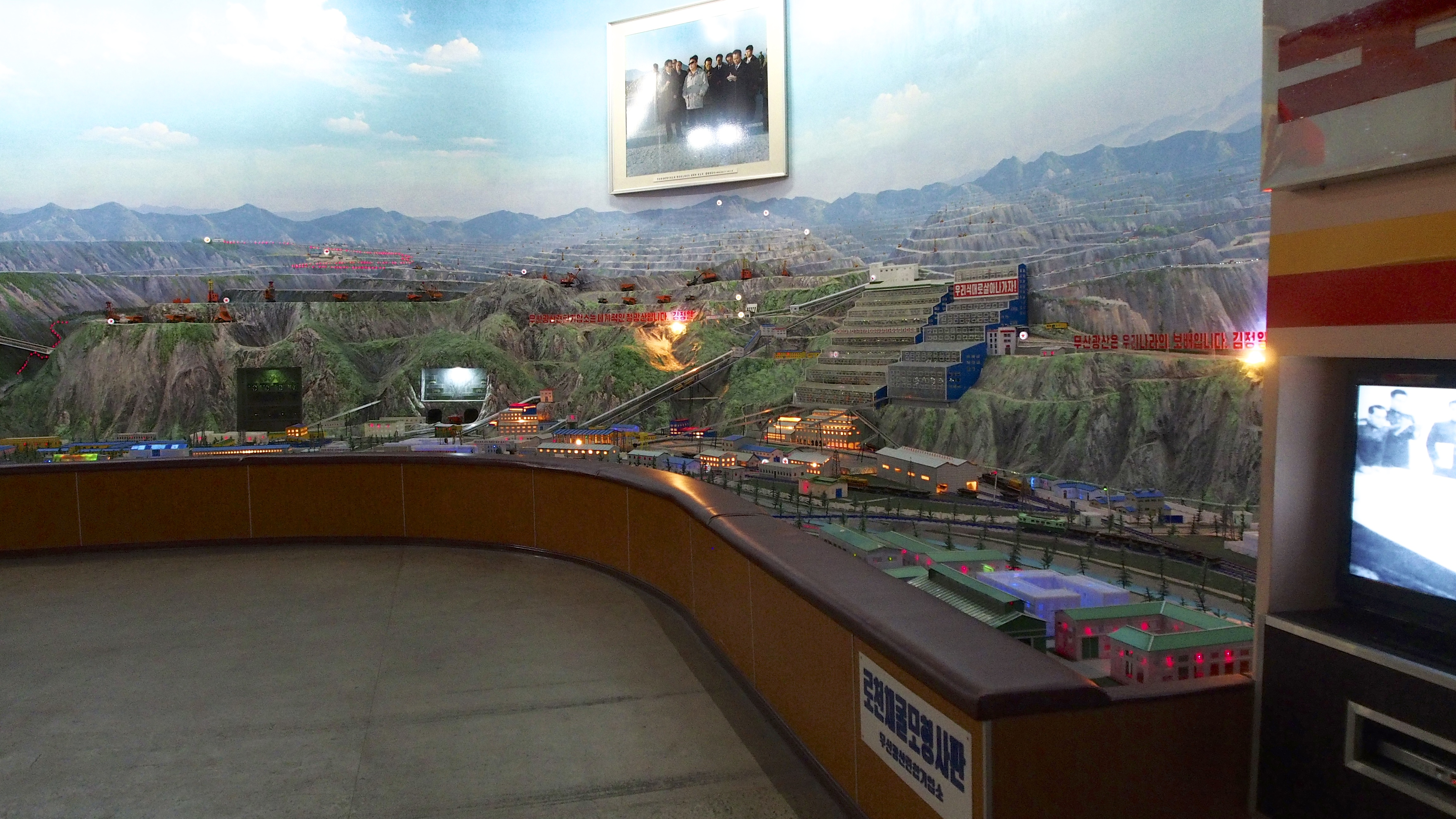
Triển lãm khai thác ở Bắc Triều Tiên

Triển lãm Ba cuộc Cách mạng là một viện bảo tàng nằm ở Bắc Triều Tiên. Triển lãm này chủ yếu giới thiệu về ba cuộc cách mạng của Kim Nhật Thành, về tư tưởng, kỹ thuật và văn hóa của ông. Nó nằm trong khu vực, và khu đất rộng lớn của nó cũng thể hiện nhiều tư tưởng khác của hệ tư tưởng Chủ thể: công nghiệp nặng, văn hóa và nông nghiệp. Tòa nhà trung tâm có hình dạng giống với hành tinh hình cầu với các vành đai, tương tự và giống với một hành tinh trong hệ Mặt Trời, sao Thổ. Chiếc mái vòm cũng chứa một cung thiên văn. Trong khu phức hợp, có sáu cuộc triển lãm trình bày chi tiết những tiến bộ của Bắc Triều Tiên trong lĩnh vực điện tử, công nghiệp nặng, nông nghiệp, giáo dục đẳng cấp và công nghệ. Ngoài ra còn có một khu trưng bày ngoài trời với các loại xe được sản xuất tại Bắc Triều Tiên.

## Lịch sử
Bảo tàng lần đầu tiên được thành lập và nó cũng được ví như một cuộc Triển lãm Công nghiệp và Nông nghiệp không cố định từ năm 1946 cho đến năm 1956, sau đó được cải tiến thành Triển lãm Ba cuộc Cách mạng vào năm 1983. Việc cải tạo tiếp tục diễn ra vào năm 1993, khi bảo tàng này được mở rộng.